# Leonid Kosmatow
Leonid Wasiljewicz Kosmatow (ros. Леонид Васильевич Косма́тов; ur. 13 grudnia 1901, zm. 6 czerwca 1977) – radziecki operator filmowy. Zasłużony Działacz Sztuk RFSRR (1944). Laureat trzech Nagród Stalinowskich (1947, 1949, 1950). Pochowany na Cmentarzu Wostriakowskim w Moskwie.

## Wybrana filmografia
- 1935: Lotnicy
- 1938: Bakijczycy
- 1941: Artamonow i synowie
- 1946: Przysięga
- 1949: Czarodziej sadów
- 1950: Upadek Berlina